# Major Holley
Major Holley (Detroit, 10 luglio 1924 – Maplewood, 25 ottobre 1990) è stato un contrabbassista jazz statunitense.
Fu molto richiesto per l'umorismo che riusciva a trasmettere nei gruppi in cui lavorava e nel pubblico che lo ascoltava.
Di particolare rilevanza è la tecnica che usava nei solo che ricorda quella di Slam Stewart; la tecnica consiste, oltre che nell'impiego dell'archetto, nell'impiego della voce come raddoppio al solo stesso. Nel 1977 registrò un disco, Two Big Mice, in cui compare anche Slam Stewart; le differenti tecniche strumentali emergono plasmando un gradevole contrappunto.
Nel 1950, Holley lavorò come musicista di studio con la BBC in Inghilterra. Fece inoltre parte dell'orchestra di Quincy Jones, di Woody Herman e Duke Ellington (1964) e di numerose piccole formazioni di Roy Eldridge, Coleman Hawkins, il trio di Kenny Burrell, Lee Konitz, Michel Legrand, Milt Buckner, Jay McShann e formò un duo con Zoot Sims.